# Festival Internacional de la Historieta de Angulema

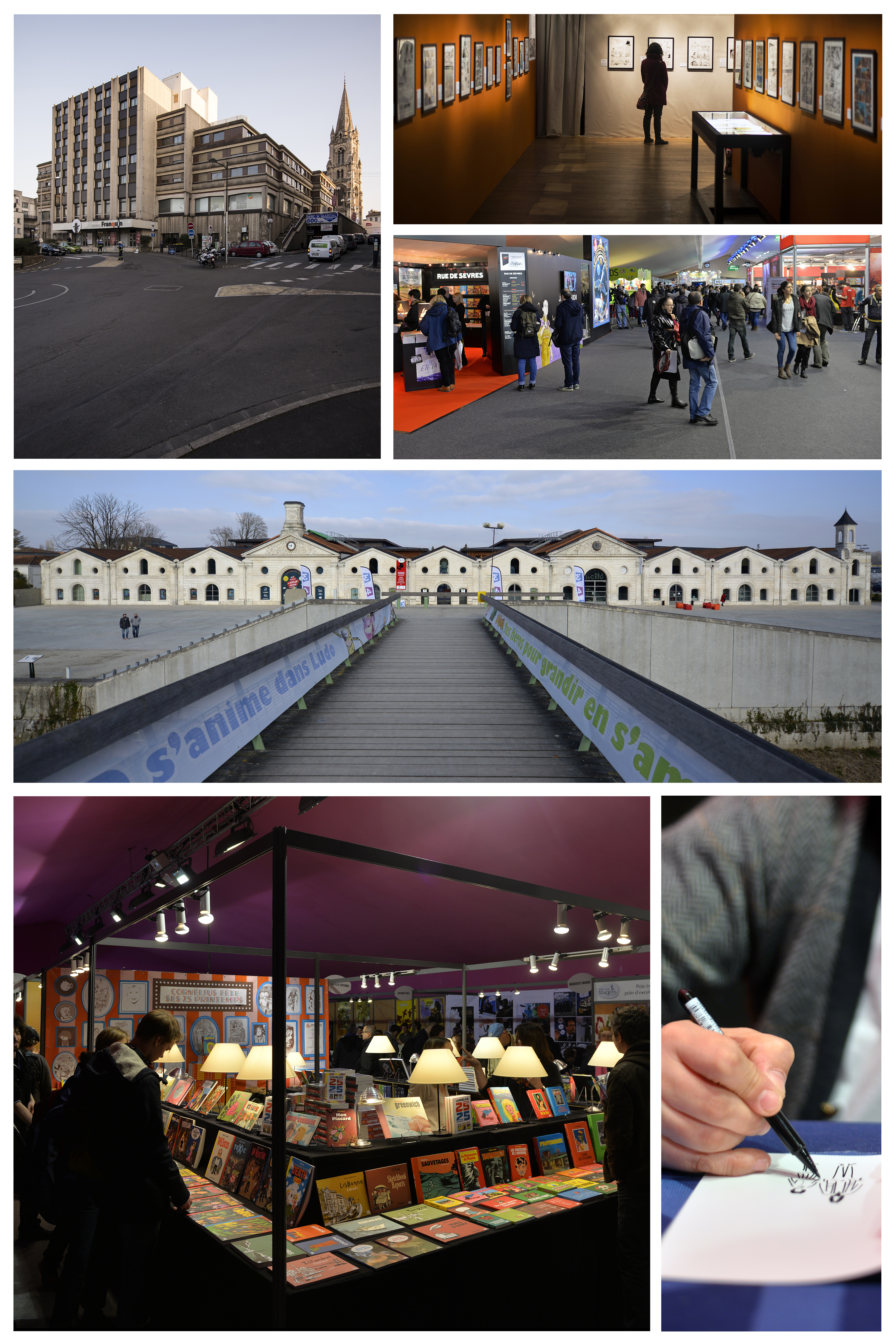
Festival Internacional de la Historieta de Angulema

El Festival Internacional del Cómic de Angulema (Festival International de la Bande Dessinée) es una reunión de autores, editores y lectores de historietas que desde 1974 se celebra anualmente en la ciudad francesa de Angulema, y que constituye una importante referencia para la historieta franco-belga, europea y mundial.

## Historia

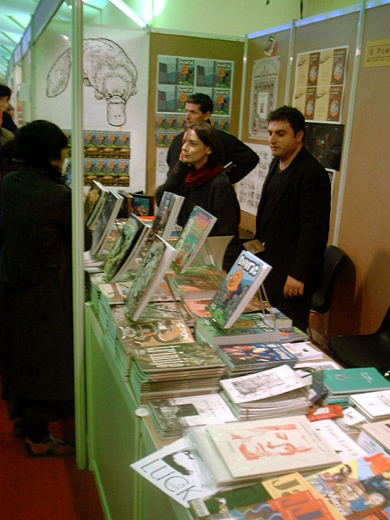
Puesto de cómics en el festival

A finales de 1972, el éxito de una exposición consagrada a la historieta en la ciudad, titulada "Diez millones de imágenes", hizo surgir la idea de organizar un encuentro anual dedicado al medio. El 25 de enero de 1974 se inauguró la primera edición, cuyo cartel fue obra de Hugo Pratt; al encuentro acudieron importantes autores, como André Franquin, Burne Hogarth y Harvey Kurtzman. En esos primeros años el Festival se afianzó como un evento de importancia internacional, al que acudían los más célebres historietistas, como Hergé, Will Eisner, Moebius, Enki Bilal o Jacques Tardi; al mismo tiempo, la municipalidad de Angulema se comprometió en la tarea de hacer de la ciudad un centro del cómic mundial, con iniciativas tales como la creación del Taller-Escuela de BD, en 1982. Desde entonces, como explica Jean Giraud, el certamen ha funcionado "muy bien, pero mientras mejor funciona, más cuesta y eso es un problema en tiempos de crisis económica".

## Premios
El Festival concede varios premios, que recompensan, en diferentes categorías, los mejores trabajos del año anterior editados en Francia. Los jurados escogen a los ganadores de entre una previa selección de nominados (no superior a siete). Los premios son entregados la tarde del primer día del Festival, en el teatro de Angulema.
El Festival concede premios en 14 categorías diferentes, entre los cuales los más destacados son:
- Gran Premio: concedido a un autor por el conjunto de su obra. A la producción de este autor se dedica cada año el Festival, con abundantes exposiciones, mesas redondas y actividades de otro tipo sobre su obra.
- Premio al Mejor Álbum (Fauve d'Or)
- Premio al Dibujo
- Premio al Guion
- Premio al Primer Álbum

## Palmarés

### PremioTornasol
- 1998 : Ikar (René Follet / Makyo)